# Registro de Pajarillo
Registro de Pajarillo est une composition pour petite clarinette en mi bémol seule de Jorge Montilla, clarinettiste et compositeur venezuelien. Cette pièce fait ressortir les qualités de la petite clarinette en mi bémol et traduit le chant des oiseaux en musique notée avec un réalisme troublant. 
Cette pièce a été créée en 2006 par le compositeur Jorge Montilla lors du festival Clarinetfest à Atlanta, en Géorgie (États-Unis).
« Una de las razones de porque encuentro este disco sumamente interesante, es la inclusión de una obra compuesta por el mismo Jorge Montilla. "Registro del Pajarillo", está basado en uno de los ritmos más antiguos del joropo venezolano, que es justamente el pajarillo. Una joya. Desde las primeras notas, uno queda cautivado con la música y el dulce timbre de Jorge y su convicción interpretativa. Esta obra debería ser considerada como parte del repertorio obligatorio de todo clarinetista que se dedica al estudio del clarinete pícolo - además, esta partitura es una buena embajadora de la música creada hoy en día en Sudamérica. »
— Marco Mazzini, Clariperu, Novembre 2011

« L'une des raisons pour lesquelles je trouve cet album extrêmement intéressant est l'inclusion d'un morceau composé par Jorge Montilla lui-même. "Registro del Pajarillo" est basé sur l'un des rythmes les plus anciens du joropo vénézuélien, qui est précisément le pajarillo. Un bijou. Dès les premières notes, on est captivé par la musique, le timbre doux de Jorge et sa conviction d'interprète. Cette œuvre devrait être considérée comme faisant partie du répertoire obligatoire de tout clarinettiste qui se consacre à l'étude de la petite clarinette en mi bémol - de plus, cette partition est un bon ambassadeur de la musique créée en Amérique du Sud aujourd'hui. »
— Clariperu, Novembre 2011

## Analyse
Une ouverture rhapsodique (moderato, mesure  puis 
) mène à un allegro plus rapide ( = c.200 toujours en mesure 
), basé sur un thème de la danse Pajarillo, une danse rapide et raffinée tirée de la tradition joropo au Venezuela.
Le compositeur dévelope la répétition de motifs simples qui cèdent la place à de nouveaux motifs, un peu comme un oiseau moqueur prend de nouveaux éléments de chant et les fait siens.
La pièce solo laisse une grande liberté d'interprétation au musicien, notamment en introduisant des pauses entre les différentes phrases musicales.
La partition est publiée par la maison d'édition Woodwindiana depuis 2010.

## Enregistrements
Cette pièce contemporaine d'une difficulté accessible pour des étudiants avancés est basée sur des thèmes de musique populaire et rencontre un grand succès de par le monde (auditions, enregistrements sur YouTube,...). 
- La Revoltosa, avec Jorge Montilla (clarinette) & Hamilton Tescarollo (piano), (Clarinet Classics CC0061, 2009)[2].